# Chris Owens
Christopher Bradley „Chris” Owens (ur. 7 września 1961 w Toronto) – amerykańsko-kanadyjski aktor telewizyjny i filmowy.

## Życiorys
Urodził się w Toronto w Ontario jako syn Jeannette Owens, piosenkarki jazzową, i Garry Owensa, perkusisty jazzowego. Studiował w Theatre Theatre w Toronto i Herbert Herghof Studio w Nowym Jorku. Po gościnnym występie w telewizji, zadebiutował w dramacie telewizyjnym As Is (1986) z Colleen Dewhurst i Robertem Carradine. 
W serialu Z Archiwum X miał dwie różne role: Palacza w młodości (1996–97), Mutato (1997) i agenta specjalnego FBI Jeffreya Spendera (1998–2018). 
Był nominowany do Nagrody Gildii Aktorów Ekranowych (1999), Canadian Comedy Awards (2002) i Nagrody Genie (2002).
W 1994 zaczął spotykać się z Tarą Parker, którą poślubił w lipcu 2001. Zamieszkał w Los Angeles.

## Filmy
- 1988: Koktajl jako żołnierz
- 1988: Grzeczny świat jako oficer Kramer
- 2003: Rekrut jako Art Wallis
- 2008: High School Musical 3: Ostatnia klasa jako tancerz
- 2008: Incredible Hulk jako komandos
- 2010: Red jako powieszony człowiek
- 2011: Dom snów jako Tom Barrion

### Seriale TV
- 1988: Campbellowie jako Volunteer Rifleman
- 1995: TekWar jako Roy Henry
- 1996: Legendy Kung Fu jako Tremaine
- 1996: Czynnik PSI jako zastępca Carl Hall
- 1996–1997: Z Archiwum X jako palacz w młodości
- 1997: Millennium jako zastępca Bill Sherman
- 1997: Z Archiwum X jako Mutato
- 1998: Gwiezdne wrota jako Armin Selig
- 1998–2018: Z Archiwum X jako Jeffrey Spender
- 1999: System jako Sam Lloyd
- 2001: Lexx jako Biff
- 2005: Poszukiwani
- 2011: Combat Hospital jako sierżant major Gaestner
- 2013: Zagubiona tożsamość jako porucznik
- 2015: Wirus jako oficer medyczny
- 2018: The Expanse jako Kolvoord